# Pani de Monsoreau (film 1923)
Pani de Monsoreau (La dame de Monsoreau) – film René Le Somptier z 1923 roku na podstawie powieści Alexandre’a Dumasa pod tym samym tytułem.

## Dane techniczne
- Tytuł oryginału : La Dame de Monsoreau
- Reżyseria : René Le Somptier
- Scenariusz : według Pani de Monsoreau, powieści  Alexandre’a Dumasa
- Directeurs de la photographie : Amédée Morrin, Émile Pierre
- Producent : Le Film d'Art – Vandal et Delac
- Dystrybutor : Établissements Louis Aubert
- Kraj produkcji :  Francja
- Format : czarno-biały – niemy
- Gatunek : Film historyczno-przygodowy
- Długość : 90 minut
- Premiera  :  Francja : 27 kwietnia 1923

## Obsada
- Geneviève Félix w roli tytułowej. Fotografia z 1922 roku.Rolla Norman : Bussy d’Amboise
- Gina Manès : Mme de Saint-Luc

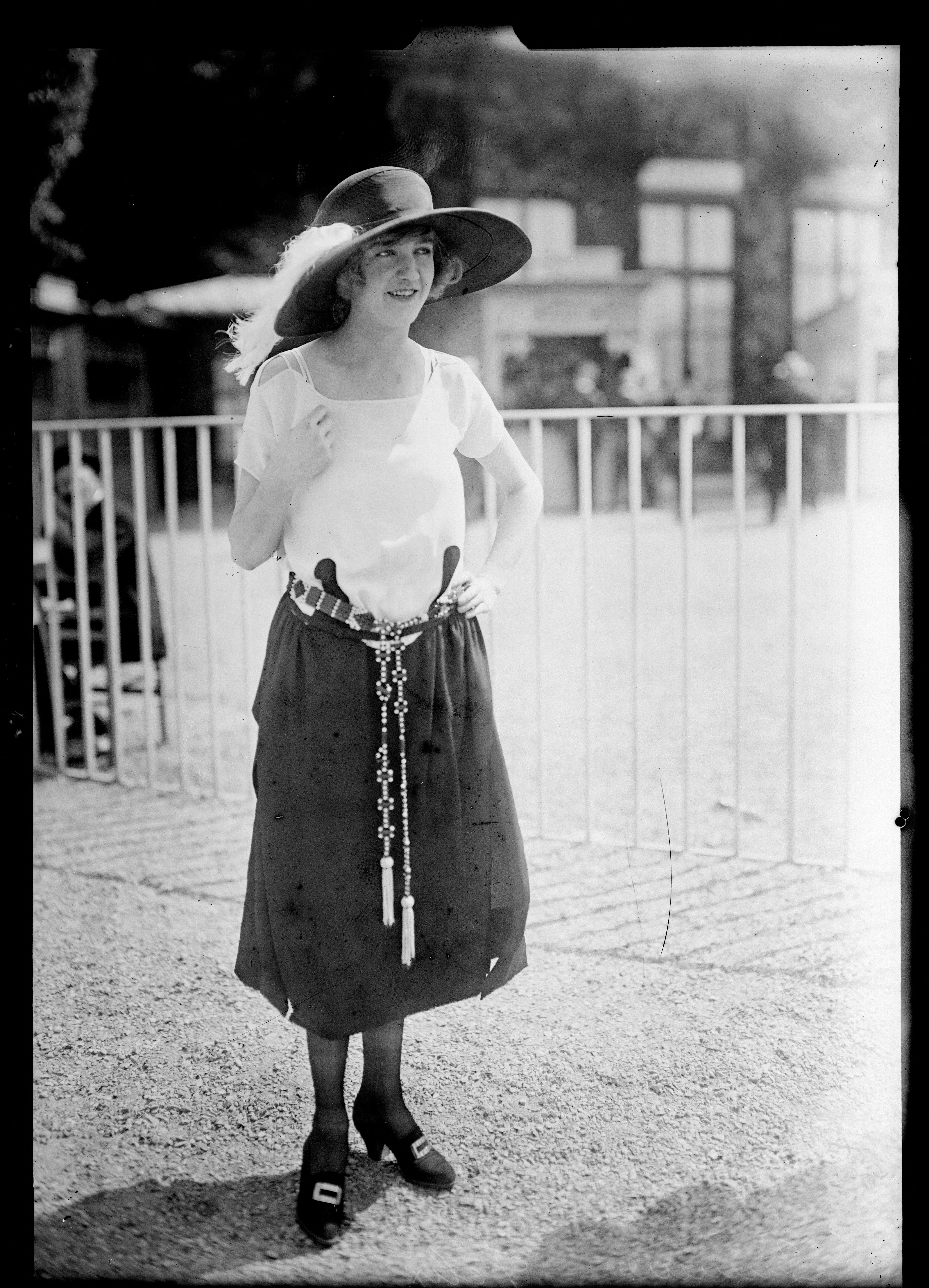
Geneviève Félix w roli tytułowej. Fotografia z 1922 roku.

- Geneviève Félix : Diana de Méridor, żona Monsoreau
- Jean d’Yd : Chicot
- Madeleine Erickson : Gertruda
- Victor Vina : hrabia de Monsoreau
- Albert Carjol : Gorenflot
- Georges Deneubourg : hrabia de Méridor
- Madeleine Rodrigue : Mlle de Montpensier
- Raoul Praxy : Henryk III
- Philippe Richard : książę d’Anjou
- Lagrange : Książę de Guise
- Pierre Finaly : książę de Mayenne
- Pierre Hot : Cossé-Brissac